# Ciprofibrate
Le ciprofibrate est un agent hypolipémiant.
Le ciprofibrate a fait l'objet d'études animales vers la fin des années 1970, montrant son efficacité,. Il est déconseillé chez l'homme.